# Tres Hombres
Pour le voilier deux-mâts hollandais, voir Tres Hombres (voilier).
Albums de ZZ Top
Rio Grande Mud
(1972) Fandango!
(1975)
Singles
1. La Grange
Sortie : 1973
2. Beer Drinkers and Hell Raisers
Sortie : 1974

Tres Hombres est le 3e album studio du groupe de rock Texan, ZZ Top. Il est sorti le 26 juillet 1973 sur le label London Records et est produit par Bill Ham. Le nom de l'album signifie « Trois Hommes » en espagnol, se référant aux trois membres du groupe. Il contient la célèbre chanson La Grange.

## Historique
Enregistré comme les albums précédent au studio Robin Hood de Tyler au Texas, cet album sera mixé aux studios Ardent de Memphis dans le Tennessee avec l'ingénieur du son, Terry Manning. En effet après un concert donné lors de l' Overton Park Blues Festival à Memphis, un gars nommé "Memphis" Robert Johnson les informa que Led Zeppelin avait mixé un album (Led Zeppelin III) dans les studios Ardent et qu'ils seraient bien inspirés d'en faire autant.  
En 1980, le groupe anglais Motörhead sort un Ep intitulé Beer Drinkers and Hell Raisers qui contient une reprise de la chanson figurant sur Tres Hombres.
L'album se classe à la 8e place du Billboard 200 et l'unique single La Grange atteint la 41e place au Hot 100. Il est certifié disque d'or aux États-Unis et au Canada.
En 2012, l'album se place 490e sur 500 au classement des plus grands albums de tous les temps par le magazine Rolling Stone.

## Liste des titres
Toutes les pistes par Billy Gibbons, Dusty Hill & Frank Beard, sauf indication.
1. Waitin' for the Bus - 2:59 - (Gibbons, Hill)
2. Jesus Just Left Chicago - 3:29
3. Beer Drinkers & Hell Raisers - 3:23
4. Master of Sparks (en) – 3:33 - (Gibbons)
5. Hot, Blue and Righteous - 3:14 - (Gibbons)
6. Move Me on down the Line - 2:30 - (Gibbons, Hill)
7. Precious and Grace - 3:09
8. La Grange - 3:51
9. Shiek - 4:04 - (Gibbons, Hill)
10. Have You Heard? - 3:14 - (Gibbons, Hill)

### Pistes bonus (version remasterisée de 2006)
1. Waitin' for the Bus (Live) - 2:41
2. Jesus Just Left Chicago (Live) - 4:03
3. La Grange (Live) - 4:44

## Musiciens
- Billy Gibbons: guitares, chant
- Dusty Hill: basse, chant en duo avec Billy Gibbons sur Beer Drinkers & Hell Raisers[réf. souhaitée], chœurs
- Frank Beard: batterie, percussion (mentionné comme Rube Beard sur le livret)

## Charts & certifications

### Album
Charts
| Pays                       | Durée du classement | Meilleur classement | Date         |
| -------------------------- | ------------------- | ------------------- | ------------ |
| Canada (RPM)               | 37 semaines         | 13e                 | 17 août 1974 |
| États-Unis (Billboard 200) | 81 semaines         | 8e                  | 10 août 1974 |

Certifications
| Pays       | Certification | Ventes    | Date           |
| ---------- | ------------- | --------- | -------------- |
| Canada     | Or            | 50 000 +  | 1er avril 1976 |
| États-Unis | Or            | 500 000 + | 23 mai 1974    |

### Single
| Single    | Chart             | Durée du classement | Position | Date            | Certifications        |
| --------- | ----------------- | ------------------- | -------- | --------------- | --------------------- |
| La Grange | (Hot 100)         | 19 semaines         | 41e      | 29 juin 1974    | Argent · Platine · Or |
| La Grange | (Go-Set Magazine) | 5 semaines          | 18e      | 13 juillet 1974 | Argent · Platine · Or |
| La Grange | (RPM Top Singles) | 15 semaines         | 34e      | 20 juillet 1974 | Argent · Platine · Or |
| La Grange | (Single Top 100)  | 15 semaines         | 58e      | 18 juin 1974    | Argent · Platine · Or |